# Leucoraja lentiginosa
Leucoraja lentiginosa е вид акула от семейство Морски лисици (Rajidae).

## Разпространение и местообитание
Видът е разпространен в Мексико (Веракрус, Кампече, Табаско, Тамаулипас и Юкатан) и САЩ (Луизиана, Мисисипи, Тексас и Флорида).
Обитава морета и заливи. Среща се на дълбочина от 53 до 375 m, при температура на водата от 7,6 до 23,5 °C и соленост 35,2 – 36,4 ‰.

## Описание
На дължина достигат до 43 cm.